# کریستف اونوره
کریستوف اونوره (به فرانسوی: Christophe Honoré) نویسنده و کارگردان اهل فرانسه است.

## فیلمشناسی
- ترانه‌های عاشقانه (فیلم)
- محبوب (فیلم ۲۰۱۱)
- فرشته متأسف
- شخص زیبا
- مادرم ( Ma Mère)